# John A. Long
Pour les articles homonymes, voir John Long (homonymie) et Long.
John Albert Long (né en 1957) est un paléontologue australien.

## Biographie
Long est paléontologue au Museum Victoria de Melbourne. Il travaille surtout sur les poissons fossiles du Dévonien supérieur de la Formation de Gogo de l’ouest de l’Australie. Parmi ses plus importantes contributions citons les genres Gogonasus et Materpiscis.
On lui doit également des travaux de phycologie.

## Liste partielle des publications
- Long, J. A., 1985, "A new osteolepidid fish from the Upper Devonian Gogo Formation of Western Australia", Recs. W. A. Mus. 12, 361–377.
- Long, J. A. 1988, Late Devonian fishes from Gogo, Western Australia. Nat. Geog Research & Exploration 4: 436-450.
- Long, J. A. et al., 1997, "Osteology and functional morphology of the osteolepiform fish Gogonasus Long, 1985, from the Upper Devonian Gogo Formation, Western Australia", Recs. W. A. Mus. Suppl. 57, 1–89
- Long, J. A. et al., 2006, "An exceptional Devonian fish from Australia sheds light on tetrapod origins", Nature 444, 199-202
- Long, J. A. 2006. "Swimming in Stone - the amazing Gogo fossils of the Kimberley" Fremantle Arts Centre Press, Fremantle. 320pp.  (ISBN 1-921064-33-1)
- Long, J. A., Trinajstic, K., Young, G. C. & Senden, T. 2008. "Live birth in the Devonian period". Nature 453 (7195): 650–652
- Long, John A. The Rise of Fishes: 500 Million Years of Evolution, Baltimore: The Johns Hopkins University Press, 1996.  (ISBN 0-8018-5438-5)
- Long, John A. 2010, The Late Devonian Gogo Formation Lägerstatte of Western Australia: Exceptional Early Vertebrate Preservation and Diversity, Annual Review of Earth and Planetary Sciences, volume 38, pages 255,